# Резня в Благае
Резня в Благае (сербохорв. Масакр у Благају / Masakr u Blagaju) — массовое убийство от 400 до 530 сербов хорватскими усташами, произошедшее 9 мая 1941 года, во время Второй мировой войны. Эта резня стала вторым по счету массовым убийством после создания Независимого государства Хорватия и была частью геноцида сербов.
Жертвами были сербы из села Велюн и его окрестностей, обвинённые в причастности к убийству местного мельника-хорвата Йосо Мравунаца и его семьи. Усташи утверждали, что убийство было совершено на почве национальной ненависти и свидетельствовало о начале сербского восстания. Задержанных сербов (их число, по разным оценкам, составило от 400 до 530 человек) содержали в одной из школ Благая, где многие из них подверглись пыткам и избиениям. Усташи планировали провести «народный суд», но оставшаяся в живых дочь Мравунаца не смогла опознать убийц среди задержанных сербов, а прокуратура отказалась возбуждать дело против кого-либо без доказательства вины. Один из высокопоставленных усташей Векослав Лубурич, недовольный таким развитием событий, организовал новый «специальный суд». День спустя дочь Мравунаца указала на одного из задержанных сербов. После этого 36 человек были расстреляны. Затем усташи казнили остальных задержанных. 
Родственникам задержанных сообщили, что все они были отправлены в Германию. О том, что в действительности они были казнены, стало известно только три месяца спустя от захваченного партизанами в плен усташского чиновника.

## История

### Предыстория

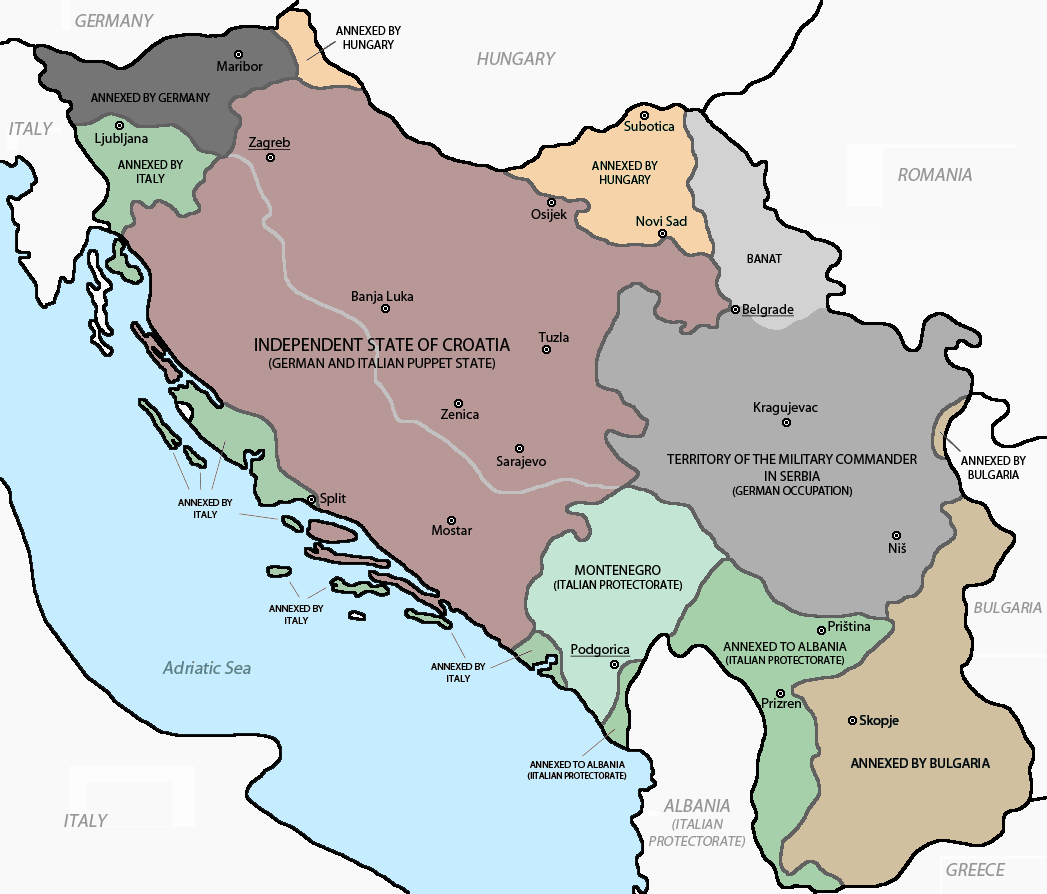
Разделение Югославии силами оси

6 апреля 1941 года в Югославию вторглись войска Германии и Италии. К ним присоединились армии Венгрии и Болгарии. Испытывавшая проблемы с оснащением современным вооружением и этнически расколотая югославская армия была быстро разбита. После оккупации Югославии и разделения её территории странами «оси» на территории Хорватии, Боснии и Герцеговины и части Сербии было создано Независимое государство Хорватия. Национально-политические цели усташей преследовали не только установление государственной самостоятельности Хорватии, но и придание новому государству этнически хорватского характера. Главным препятствием к достижению этой цели были сербы, составлявшие треть населения НГХ. В результате, с первых дней существования НГХ усташи начали активные антисербские действия. Прелюдией была мощная пропагандистская кампания, изображавшая сербов как врагов хорватского народа, которым не место в НГХ. Кульминацией стал геноцид сербов и их интернирование в многочисленные концлагеря.
Следуя примеру нацистской Германии, режим усташей издал расовые законы по образу и подобию Нюрнбергских законов, направленные против сербов, евреев и цыган. В своей речи в Госпиче 22 июня 1941 года один из лидеров усташей Миле Будак сформулировал программу действий по отношению к сербам, которая 26 июня была опубликована газетой «Hrvatski List»:
Одну часть сербов мы уничтожим, другую выселим, остальных переведём в католическую веру и превратим в хорватов. Таким образом скоро затеряются их следы, а то, что останется, будет лишь дурным воспоминанием о них. Для сербов, цыган и евреев у нас найдётся три миллиона пуль
Усташи проводили дифференцированную политику по отношению к народам, объявленным врагами. Разница в отношении к сербам и евреям заключалась в том, что евреев стремились уничтожить полностью, а сербов — треть уничтожить, треть окатоличить, треть изгнать в Сербию. Таким образом, усташи планировали сделать своё государство полностью мононациональным. Итальянский историк Марк Ривели писал, что для усташей еврейский вопрос не был основной «расовой проблемой». По его мнению, уничтожение евреев Павелич предпринимал, «чтобы угодить мощнейшему нацистскому союзнику».

### Резня
Благай — село в регионе Кордун, находящееся примерно в 30 километрах южнее Карловаца. Было населено в основном хорватами. В ночь с 4 на 5 мая 1941 года двое неизвестных ворвались в дом местного мельника Йосо Мравунаца, хорвата по национальности, известного своими проюгославскими взглядами. Сначала они ограбили, а затем убили Мравунаца, его жену, мать и двух его детей. 12-летняя дочь Мравунаца спаслась, бросившись в реку. На следующий день судья Никола Ласич и муниципальный комиссар Эдуард Ленчерич подали рапорт, в котором описывали инцидент как «убийство и ограбление неизвестными преступниками». Местные представители усташей отвергли эти выводы и предположили, что убийство совершили «четники» из соседней деревни Велюн, население которой было преимущественно сербским. Один из лидеров усташей Дидо Кватерник заявил, что убийство в Благае свидетельствует о начале восстания сербов, и отправил туда своих подчинённых Ивицу Шарича и Векослава Лубурича. С ними в Благай прибыли 50 бойцов-усташей. Под руководством Шарича и Любурича они арестовали несколько сотен сербов. Согласно показаниям усташей, запротоколированным югославскими следователями после войны, несколько сербов были убиты во время арестов. По требованию итальянских военных 80 сербов были отпущены усташами до того, как всех задержанных привезли в Благай.
Дидо Кватерник и Векослав Лубурич — организаторы резни в Благае
6 мая министр юстиции НГХ Мирко Пук обратился к секретарю Совета усташей Карловаца Владимиру Жидовецу с просьбой отобрать местных юристов, считающихся «хорошими хорватами», для процесса над сербами, подозреваемыми в причастности к убийству Мравунаца и его семьи. Среди отобранных для участия в «народном суде» были председатель окружного суда Мирко Микац, член окружного суда Иван Бетлехем, Здравко Беркович, представитель Совета усташей, секретарь окружного суда Милан Стилинович, секретарь муниципального суда Иван Громес, адвокат Берислав Лукинич.
Все они, за исключением Стилиновича и Лукинича, либо были усташами, либо проявляли лояльность к режиму Анте Павелича. Прибыв в Благай, они увидели множество арестованных сербов в здании местной школы, многие из которых были избиты или подверглись пыткам. Во время суда Никола Ласич заявил, что нет никаких доказательств того, что преступники были сербами или что убийства были совершены по политическим мотивам. Он отметил, что первоначальные выводы были верными, и что преступление представляло собой ограбление и убийство, совершенные неизвестными. По его словам, выжившая дочь Мравунаца не смогла опознать преступника среди задержанных сербов. В свою очередь, Ивица Шарич пообещал суду, что подготовит подробный отчет с доказательством вины сербов. На повторном заседании суд вновь пришел к выводу, что нет свидетельств вины задержанных и единогласно постановил возобновить заседание только тогда, как будут представлены весомые доказательства. Вечером 7 мая судьи вернулись в Карловац.
Такое решение суда возмутило Кватерника и Лубурича. Как только об этом стало известно, Кватерник постановил создать новый «народный суд», который рассмотрит это дело «как принято у усташей». Утром 8 мая это решение поддержал и Мирко Пук. Председателем суда был назначен Йосо Рукавина, Йосип Маич и Яков Юраг — его членами, Йосип Распудич и Грга Эреш — заместителями судьи, а Владимир Вранкович — государственным обвинителем. Все они были членами движения усташей ещё с довоенного времени.
Оставшуюся в живых дочь Мравунаца снова попросили опознать убийц среди задержанных сербов, и в этот раз она указала на одного из них. На следующий день 36 человек были расстреляны за «попытку восстания четников против Независимого государства Хорватия и убийство хорватской семьи Мравунац». После войны Душан Никшич, единственный оставшийся в живых из этой группы, заявил, что 36 человек были осуждены и немедленно доставлены на место казни — яму за школой в Благае. Несмотря на то, что «народный суд» не нашел доказательств вины прочих задержанных сербов, по-прежнему остававшихся под стражей в Благае, все они также были казнены. Согласно свидетельствам некоторых местных жителей, мужчины-хорваты из Благая участвовали в убийствах наравне с усташами, прибывшими с Шаричем и Лубуричем. После резни жители Благая разграбили дома убитых сербов из Велюна, похитив их ценные вещи и скот. Жертвы резни были похоронены в братских могилах, которые впоследствии были засеяны зерновыми культурами. До захоронения их тела были покрыты негашеной известью, чтобы ускорить разложение.
Усташ из Благая Янко Медвед во время проведённого после войны расследования так описал казнь сербов:
Били их ломами и ножами. Когда приводили их к яме, командовали лечь на землю, они ложились, и мы шли от одного к другому, дважды ударяя по голове, и сразу сбрасывали в яму
По свидетельству Медведа, когда ямы с телами засыпали землей, некоторые из находившихся в них сербов ещё подавали признаки жизни. Точное число жертв неизвестно. По разным оценкам, оно составило от 400 до 530 человек.

### Дальнейшие события
10 мая в Благай пришли женщины из Велюна, жены и родственницы казненных, которые принесли еду. Шарич заявил им, что все арестованные сербы были отправлены на работы в Германию. В августе 1941 года партизаны взяли в плен усташского чиновника из Велюна Ивана Шайфара, участвовавшего в резне. Он рассказал о том, что арестованные сербы в действительности были убиты в Благае. Вскоре после этого Шайфар был казнен.
В сентябре 1942 года два батальона 1-го Приморского-Горанского отряда и 1-й Пролетарский батальон югославских партизан атаковали Благай. Большая часть оборонявших его хорватских домобран отступила или сдалась в плен. Когда Благай оказался в руках партизан, сербские вдовы из Велюна обыскали, а затем подожгли более двух десятков домов, принадлежащих хорватам. Женщины утверждали, что подожгли только те дома, в которых они нашли свое имущество, ранее украденное усташами. Жители Велюна и после войны отрицали причастность к убийству семьи Йосо Мравунаца. Были распространены слухи, что он и его родные погибли от рук усташей, нуждавшихся в обосновании репрессий против сербов. Историки Филипп Кук и Бен Шепард отмечали, что бойня произошла до того, как началось организованное сопротивление сербов на оккупированных территориях.
После войны останки жертв резни были перенесены в Велюн, где на месте захоронения был сооружен мавзолей. В Югославии ежегодно в мае проходили мероприятия в память о казненных, в которых традиционно принимали участие учащиеся местных школ. Напряженность в отношениях между жителями Благая и Велюна сохранялась еще долго после войны и вновь обострилась во время распада Югославии. В 1991 году Благай был занят отрядами краинских сербов, его жители были изгнаны, а их дома разрушены. В августе 1995 года во время операции «Буря» хорватская армия взяла под контроль Благай, Велюн и прочие населенные пункты Сербской Краины. Населявшие их сербы бежали, их дома также были разрушены. Несколько оставшихся пожилых жителей были убиты. В 1996 году жители Благая начали возвращаться в свои дома, а спустя несколько лет начали возвращаться и некоторые жители Велюна. 6 мая 1999 года они попытались организовать памятную церемонию у мавзолея, но им помешала толпа из примерно 100 хорватских националистов, которые сорвали мероприятие. Затем из толпы вышла женщина и помочилась на склеп, что было встречен смехом и одобрением. 
В последующие годы мероприятия в память о жертвах резни были возобновлены. Мавзолей после войны в Хорватии (1991—1995) неоднократно осквернялся.